# Kalachuris de Ratnapura
El Kalachuris de Ratnapura foren una dinastia de l'Índia central durant els segles xi i xii. Van governar parts del modern estat de Chhattisgarh des de la seva capital a Ratnapura (modern Ratanpur al districte de Bilaspur). Eren una branca dels Kalachuris de Tripuri, i governaren com vassalls de la dinastia d'origen durant molts anys.

## Història
Diverses inscripcions i monedes dels kalachuris de Ratnapura ha estat trobats, però no proporcionen prou informació per reconstruir la història política de la regió amb certesa completa.
Segons la inscripció del 1114 a Ratanpur, del rei Jajjaladeva I, el rei kalachuris de Tripuri, Kokalla va tenir 18 fills, el més gran dels quals el va succeir en el tron de Tripuri. Els més joves van esdevenir governants de mandales (governadors feudataris). Els kalachuris de Ratnapuri descendien d'un d'aquests fills més joves. La branca va ser establerta per Kalingaraja al voltant del 1000.
Kalingaraja va conquerir la regió de Dakshina Kosala i va fer de Tummana la seva capital. El seu net Ratnaraja va establir Ratnapura (modern Ratanpur) com a nova capital. Les inscripcions del besnet de Kalingaraja, Prithvideva, indiquen que els kalachuris de Ratnapura van continuar governant com a feudataries dels kalachuris de Tripuri.
El fill de Prithvideva, Ratnadevam va rebutjar una invasió de Anantavarman Chodaganga, el rei de Kalinga. El darrer governant de la dinastia fou Pratapamalla. El destí dels seus successors no és conegut.

## Llista de governants
El següent és una llista dels governants kalachuris de Ratnapura amb el període calculat dels seus regnats:
- Kalingaraja (1000-1020)
- Kamalaraja (1020-1045)
- Ratnaraja (1045-1065), també anomenat Ratnadeva I
- Prithvideva I (1065-1090), àlies Prithvisha
- Jajalladeva I (1090-1120)
- Ratnadeva II (1120-1135)
- Prithvideva II (1135-1165)
- Jajalladeva II (1165-1168)
- Jagaddeva (1168-1178)
- Ratnadeva III (1178-1200)
- Pratapamalla (1200-1225)

## Monedes
Els Kalachuris de Ratnapura van encunyar monedes d'or, plata i coure, que portaven el nom del rei que les va fer encunyar en escriptura Nagari. Les monedes són de quatre tipus de disseny:
- Gaja-shardula: dibuixa una lluita entre un lleó i un elefant. Aquest disseny es troba a totes les seves monedes d'or, i algunes monedes de coure.
- Hanumana: dibuixa un Hanuman en diverses posicions, com volant, aixafant un dimoni (mentre seu o esta parat), aguantant un trishula, o aguantant una bandera. Només les monedes de coure presenten aquest disseny.
- Lleó: Dibuixa un lleó, de vegades amb un cap humà. Present a monedes de coure i monedes de plata.
- Daga: Presenta una daga en monedes de coure.

Les seves monedes han estat trobades als llocs següents:
- Sanasari (O Sonsari)
  - 36 monedes d'or de Jajjaladeva
  - 96 monedes d'or de Ratnadeva
  - 459 monedes d'or de Prithvideva
- Sarangarh
  - 26 monedes d'or de Jajjaladeva
  - 29 monedes d'or de Ratnadeva
  - 1 moneda d'or de Prithvideva
- Bhagaund
  - 12 monedes d'or de Prithvideva
- Dadal-Seoni
  - 136 monedes d'or de Jajjaladeva, Ratnadeva i Prithvideva
- Bachchhanda
  - 9 monedes d'or, més algunes altres monedes
- Ratanpur
  - 10 monedes d'or de Ratnadeva
- Sonpur I Baidyanatha
  - 11 monedes d'or de Jajjaladeva
  - 9 monedes d'or de Ratnadeva
  - 5 monedes d'or de Prithvideva

3 monedes de plata de Prithvideva va ser descobertes al riu Mahanadi prop de Balpur. També han estat descobertes milers de monedes de coure, incloent un grup de 3900 monedes de coure a Dhanpur al districte de Bilaspur.

## Inscripcions
Les inscriptions dels kalachuris de Ratnapura han estat descoberts a diversos llocs del modern Chhatisgarh:
- Prithvideva I: Amora (o Amoda), Lapha, Raipur
- Jajalladeva I: Pali, Ratanpur
- Ratandeva II: Akaltara, Paragaon, Shivrinarayan (o Sheorinarayan), Sarkhon (o Sarkho)
- Prithvideva II: Dahkoni (o Daikoni), Rajim, Bilaigarh, Koni, Amora, Ghotia,
- Jajalladeva II: Amora, Malhar (o Mallar), Shivrinarayan
- Ratnadeva III: Kharod, Pasid
- Pratapamalla: Pendrawan (O Pendrabandh) i Bilaigarh